# Kriegsgräberstätte Metz

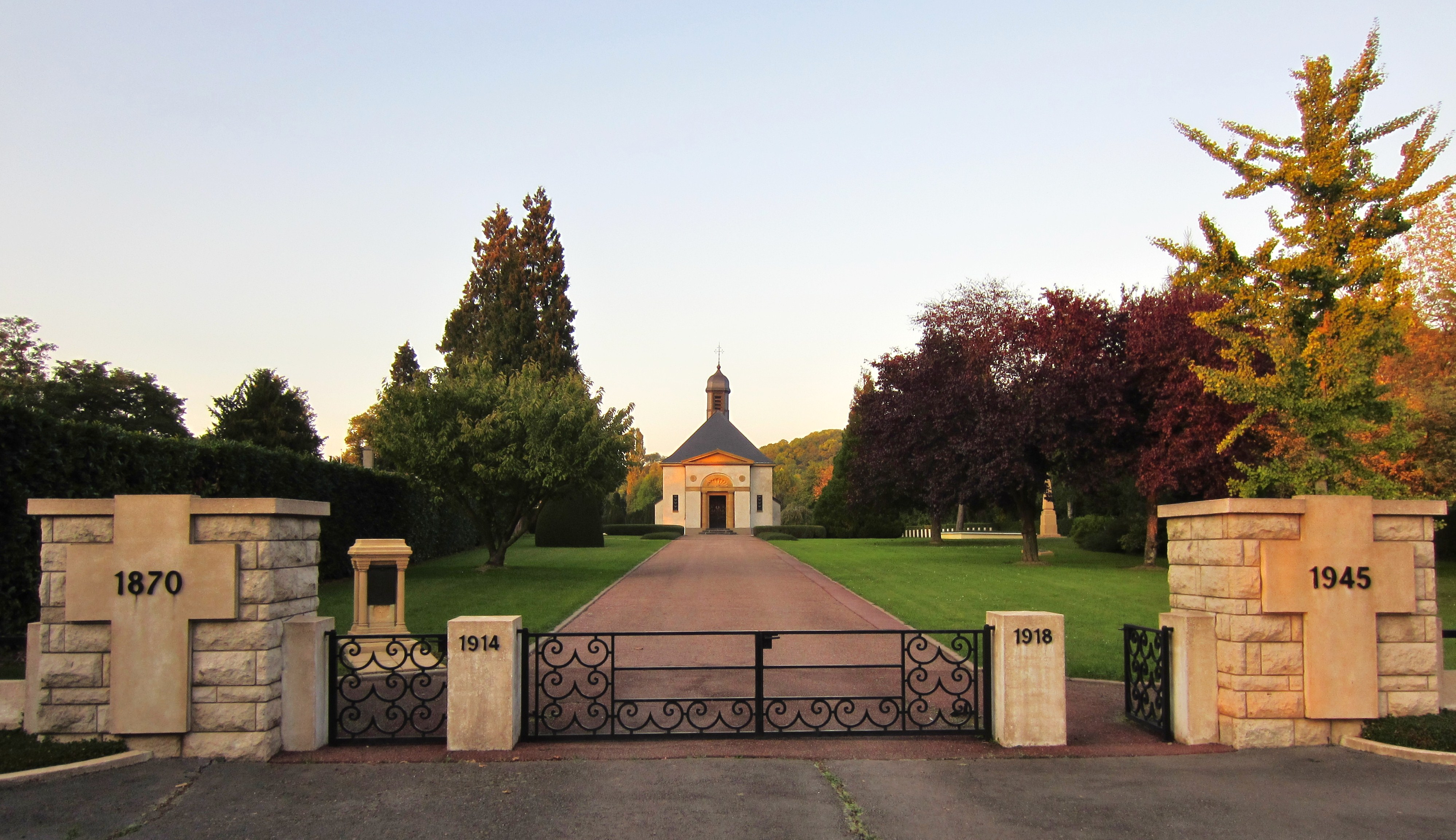
Kriegsgräberstätte Metz

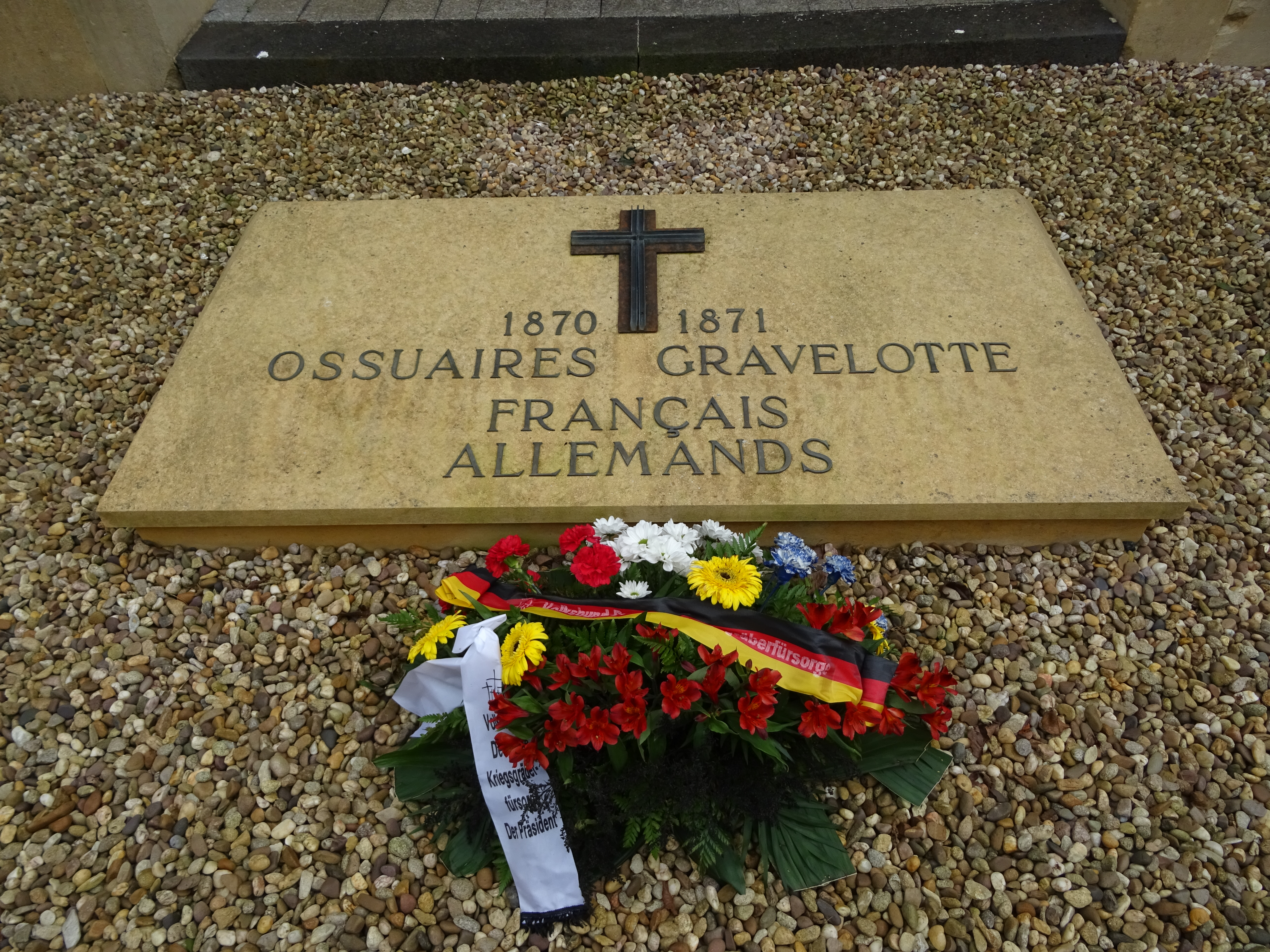
Ossiarium auf dem Friedhof Gravelotte

Die Kriegsgräberstätte Metz (französisch: Nécropole nationale de Metz-Chambière) ist ein Soldatenfriedhof mit Opfern des Krieges 1870/71 sowie des Ersten und Zweiten Weltkriegs auf dem ehemaligen Garnisonsfriedhof von Metz am Stadtrand auf der Moselinsel Chambière. In separaten Gräberfeldern ruhen deutsche (2.056 Soldaten des Ersten Weltkriegs), französische, britische, italienische, russische und belgische Kriegsopfer. Direkt gegenüber des Friedhofs befindet sich das Museum des Krieges von 1870 und der Annexion". Welches sich mit dem Deutsch-Französischen Krieg und der Besetzung bzw. Eingliederung Elsass-Lothringens in das Deutsche Reich bis 1918 beschäftigt.

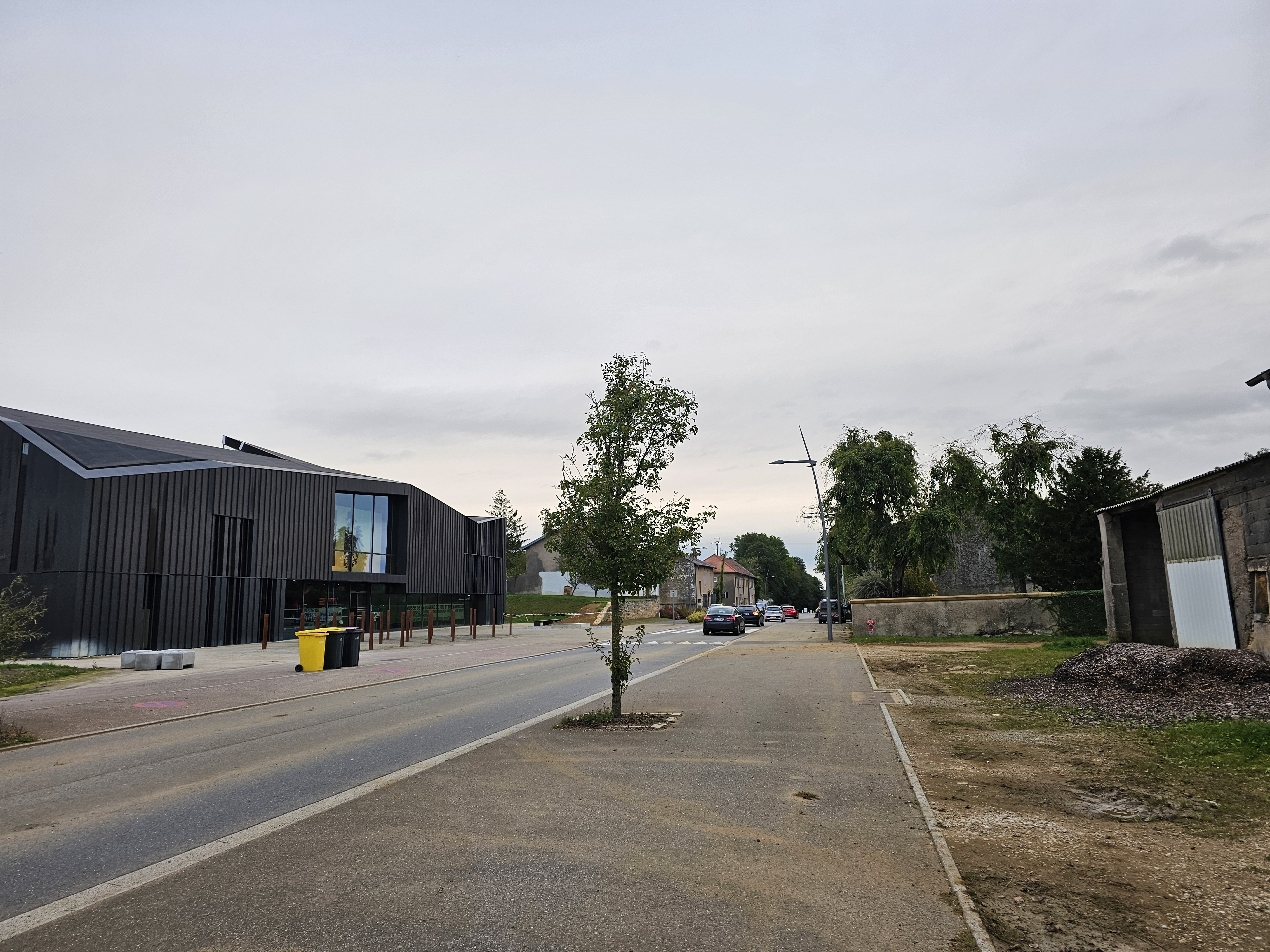
Museum des Krieges von 1870 und der Annexion (links) und der Militärfriedhof Gravelotte (rechts)

## Friedhof seit 1870/71
Im Jahr 1870/71 wurden französische Kriegstote der Belagerung von Metz beigesetzt, im Ersten Weltkrieg die in den Lazaretten verstorbenen Franzosen und Deutschen, die in Kriegsgefangenschaft Verstorbenen fremder Heere und die in den Lazaretten von Metz verstorbenen Schwerverwundeten der Schlacht um Verdun 1916/1917. Weitere Gefallene des Ersten Weltkriegs aus der Umgebung von Metz wurden 1966 zugebettet. Im Zweiten Weltkrieg wurden Opfer der Deportation und französische und britische Kriegsopfer beigesetzt. Trennende Hecken zwischen den Gräberfeldern wurden beseitigt.

## Deutsches Gräberfeld

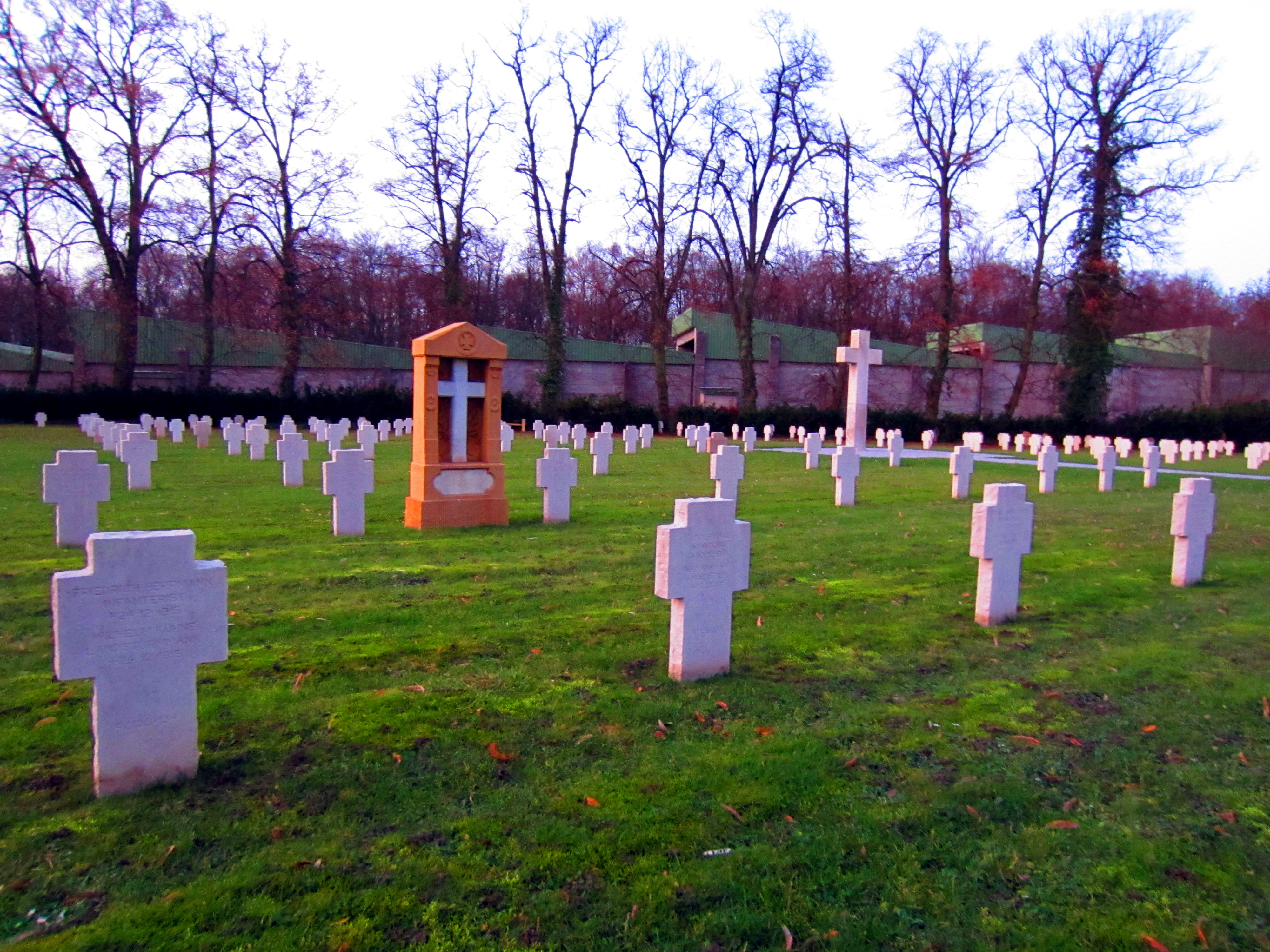
Deutsches Gräberfeld

Die Gräber sind durch Kreuze aus Naturstein mit Namen und Daten gekennzeichnet. Im Mittelpunkt befindet sich ein Hochkreuz aus Naturstein. Im Auftrag des Volksbund Deutsche Kriegsgräberfürsorge e. V. wird das deutsche Gräberfeld auf dem Friedhof durch den Französischen Gräberdienst – ONAC (Office national des anciens combattants et victimes de guerre) betreut.

## UNESCO-Weltkulturerbe
Als Grab- und Gedenkstätte des Ersten Weltkriegs gehört die „Kriegsgräberstätte Metz“ seit 2023 zum UNESCO-Welterbe in Frankreich.